# Maja Jezercë
Jezercabjerget (albansk: Maja Jezercë) er den højeste top i de dinariske alper, er med en højde på 2.694 moh.den næsthøjeste i Albanien og den sjette højeste på Balkan. Det er den 28. mest fremtrædende bjergtop i Europa og betragtes som en af de hårdeste og farligste stigninger i de albanske alper.
Maja Jezercë ligger i Prokletije, som er kendt for flere små gletsjere og er blandt de sydligste ismasser i Europa  efter Snezhnika- gletsjeren (breddegrad 41 ° 46′09 ″ N)   og Banski Suhodol-gletsjeren i Pirinbjergene i Bulgarien. Bortset fra visse områder nord for toppen er kalkstensbjergmassivet en del af Nationalparkerne Theth og Valbonëdalen. Det kan bestiges fra nord; de fleste klatrere kommer fra Gusinje i Montenegro såvel som fra Theth . 
Toppen er 5 kilometer fra grænsen til Montenegro, mellem dalene til floderne i Valbonë mod øst og Shala mod vest. Hele området mellem Valbonë, Shala, Ropojana og Maja Roshit (2.522 moh.) er kendt som Jezercë, foruden toppen, Jezercës grænser op til andre toppe såsom Maja e Popljuces (2.569 moh.) og Maja e Alisë (2.471 moh.) i vest, Maja Rrogamit (2.4678 moh.) mod øst, Maja Kolajet (2.498 moh.) , Maja Malësores (2.490 moh.) , Maja Bojs (2.461 moh.) i nordvest, Maja Kokervhake (2.508 moh.) og Maja Etheve (2.393 moh.) i nord.

## Navnet
Maja Jezercë er det albanske navn, der stammer fra den nordlige dialekt af Albanien, sandsynligvis mere specifikt fra den nordlige dialekt af Tropoja wikt: jezer ("tåge") og det albanske ord maja ("top" eller "peak"), hvilket betyder 'tågetoppen'. På slaviske sprog, herunder serbokroatisk og bulgarsk, betyder  Jezerski Vrh "Søtop". Toponymet henviser til cirque-søerne i den nedre del af Buni i Jezercës på den nordlige side af bjerget. Under den kommunistiske æra i Albanien fik det navnet Maja e Rinisë (Ungdommens Bjerg), men det blev ikke hængende.

## Topologi
Jezerca er en stor stenet top af dolomitisk kalksten, næsten uden vegetation. Nord, øst og vest for bjergtoppen findes store cirquedale fra istiderne, hvor gletschere var mere omfattende end i dag. I dag kaldes den nordlige cirque Buni i Jezercës og ligger i en højde op til 1.980 moh.

## Galleri
- Toppene set fra toppen af Karanfili 2.480 moh. .
- Toppen set fra nord.
- Jezercë foran, Runica-dalen og Karanfil
- Udsigt fra toppen Zla Kolata
- Udsigt fra et fly over de albanske alper
- Luftfoto af Jezercë-massivet